# 兪樾

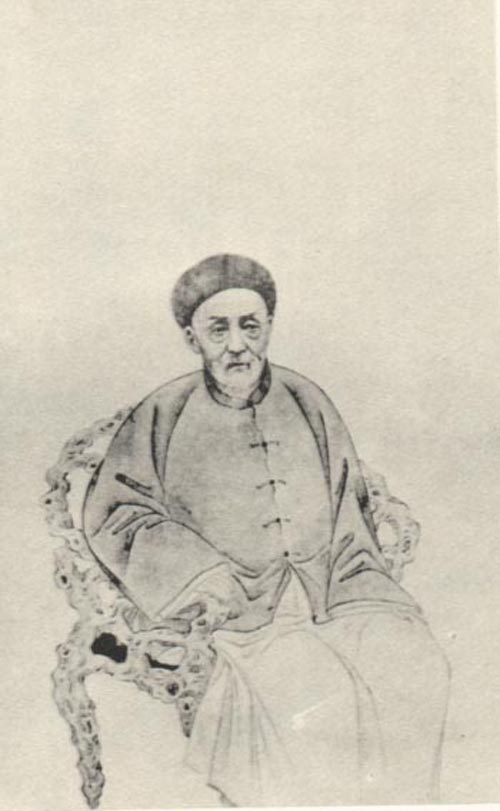
兪樾の肖像画（『清代学者象伝』）

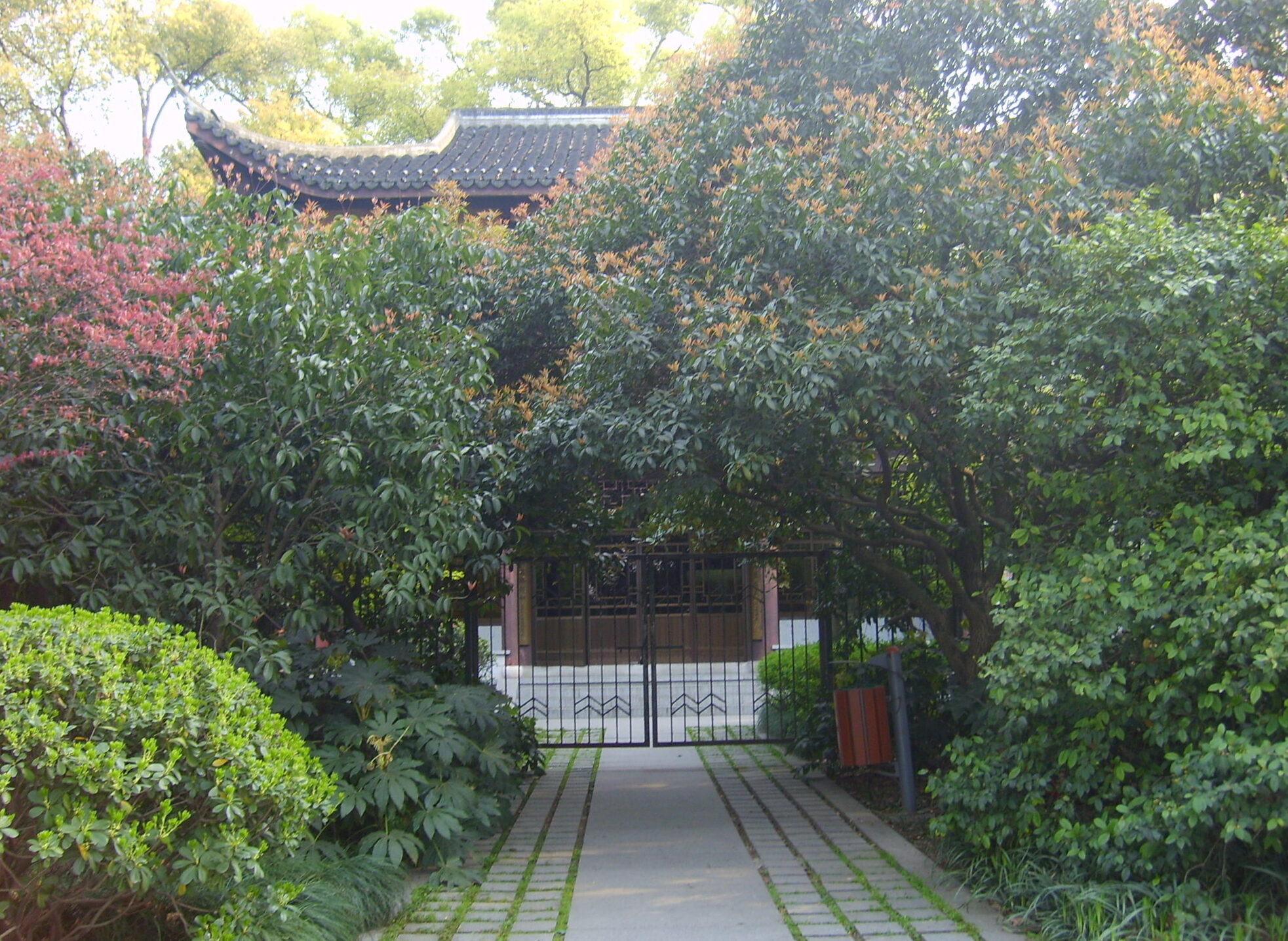
曲園

兪 樾（ゆ えつ、拼音: Yú Yuè、1821年12月25日（道光30年12月2日） - 1907年2月5日（光緒32年12月23日））は、中国清代末期の学者・文人。字は「蔭甫」、号は「曲園」、堂号は「春在堂」。

## 生涯
1821年、浙江省湖州府徳清県に生まれる。祖父は兪廷鑣。父は兪鴻漸。兄は兪林。
1850年、進士となる。この時試験官を務めた曽国藩は、兪樾の詩の「花落春仍在、天時尚艶陽」という一節を賞賛した。それを受けて、兪樾は後に「春在堂」を自身の堂号にした。
合格後、官僚として翰林院編修・国史館協修を務め、その博識を咸豊帝から賞賛されたことから、1855年には河南学政の地位についた。しかし、出題した試験の題について弾劾を受けたため辞職。以降、友人の李鴻章らの援助のもと在野で過ごした。
1875年、友人の援助で蘇州の荒れ地を買い取り、湾曲した地形を自ら設計して庭園を造った。庭園名を『老子道徳経』の一節「曲則全」から取って「曲園」と名付け、自らを「曲園居士」と号した。
晩年は、阮元が建設した杭州の書院「詁経精舎」で講義した。1907年2月5日、逝去。
門人に章炳麟・呉昌碩・楢原陳政がいる。曾孫に兪平伯（『紅楼夢』研究者・詩人）がいる。杭州市に兪曲園記念館がある。

## 人物

### 考証学・諸子学
学風は戴震・王念孫・王引之の皖派考証学を継ぐ。特に、清末の諸子学の中心人物として知られる。1870年の著書『諸子平議』は、刊行後まもなく明治期の日本でも読まれた。孫詒譲の『墨子間詁』には序を寄せている。

### 日本との関わり
兪樾は日本の漢学にも関心を寄せていた。例えば、1866年には荻生徂徠の『論語徴』を読んでいる。
1877年には、日本から訪ねてきた漢学者の竹添井井と歓談した。その時のやりとりが『春在堂随筆』にまとめられており、「『管子纂詁』の著者安井息軒を知っているか」などの質問を竹添にしている。1905年には、竹添の弟子の島田翰とも歓談した。その他、山本渓愚らとも交流した。門人に楢原陳政がいた。
1883年には、日本漢詩選『東瀛詩選』を岸田吟香と北方心泉の依頼をきっかけに刊行し、山梨稲川・白川琴水・広瀬旭荘らの詩を顕彰した。
狩野直喜や倉石武四郎が伝える所では、1906年春、小柳司気太が哲学会の機関誌『哲学雑誌』に「兪樾の哲学」という旨の論文を載せたところ、それを知った兪樾は「私は"哲学者"だったのか」という内容の詩を『春在堂詩編』にしたためて応え、明治日本で作られた「中国哲学」という新奇な学問分野に対し、当事者の立場から反応を示したという。

### 書

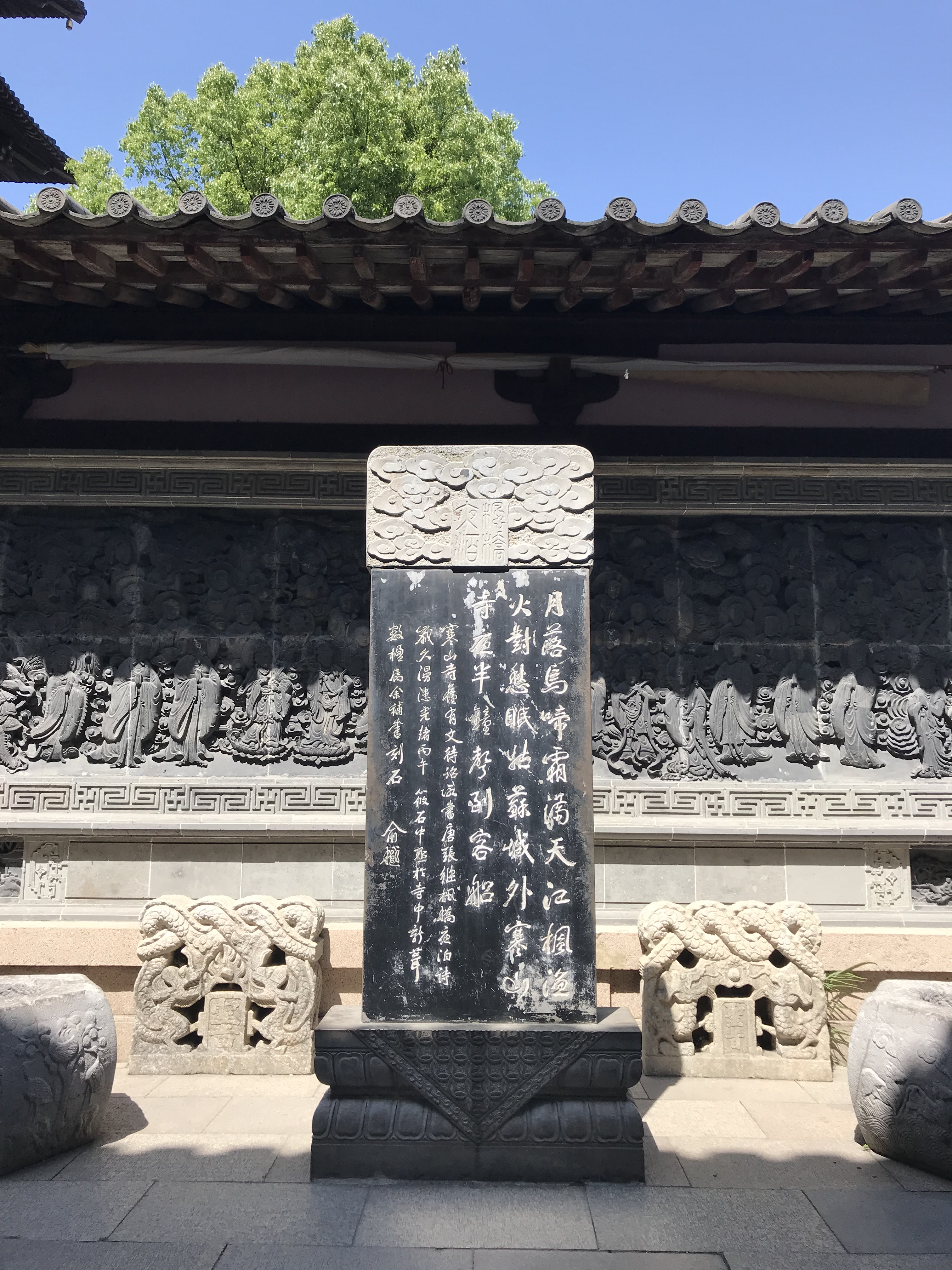
俞樾『楓橋夜泊』詩碑

兪樾は書家としても知られる。1906年秋、蘇州の名刹寒山寺所在の、張継作・文徴明刻『楓橋夜泊』詩碑の修復に携わっており、その拓本が広く流通している。

### 小説
兪樾は小説家としても知られる。1889年には白話小説『七俠五義』を刊行した。文言小説（筆記小説）『右台仙館筆記』では、日本を含む各地の奇譚を集録している。

## 編著
500巻余に及ぶ膨大な著作を残した。大概は全集の『春在堂全書』に収録されている。
- 『諸子平議』
- 『群経平議』
- 『古書疑義挙例』
- 『春秋外伝国語平議』
- 『爾雅平議』
- 『春在堂詩編』
- 『春在堂随筆』
- 『小浮梅間話』
- 『右台仙館筆記』
- 『茶香室叢鈔』
- 『七俠五義』
- 『内経弁言』
- 『東瀛詩選』（日本漢詩の選集）

### 日本語訳
- 岩城秀夫抄訳『春在堂随筆』、入矢義高編『中国古典文学大系 55 近世随筆集』平凡社、1971年、ISBN 4582312551。